# Sigli
Sigli är en kabupatenhuvudort i Indonesien.   Den ligger i provinsen Aceh, i den västra delen av landet, 1 800 km nordväst om huvudstaden Jakarta. Sigli ligger 9 meter över havet och antalet invånare är 17 504.
Terrängen runt Sigli är mycket platt. Havet är nära Sigli åt nordost.  Det finns inga andra samhällen i närheten. 